# Ville di Scandicci
Nel Comune di Scandicci sono presenti numerose ville. Tale presenza è espressione della cultura artistica del contado di Firenze, di cui Scandicci era uno dei territori satellite più rilevanti.

## Ville principali
- Villa di Castelpulci in via di Castelpulci
- Villa l'Acciaiolo o Castello dell'Acciaiolo, in via Pantin
- Villa l'Arcipresso
- Villa l'Arrigo
- Villa Antinori di Monte Aguglioni o Aguglione, in via di Casellina
- Villa del Beccaro in località Mosciano
- Villa Bellavista
- Villa Boccini  in via dei Rossi
- Villa di Borgo ai Fossi in località Borgo ai Fossi
- Villa di Bronciliano in via del Vingone
- Villa Calloria in località Giogoli
- Villa Cantagalli in via delle Bagnese
- Villa di Casignano
- Villa Castellare in località San Michele a Torre
- Villa Il Cerro
- Villa di Citille in via di San Martino alla Palma
- Villa I Collazzi
- Villa Il Diluvio in via di Mosciano
- Villa Doney in località Scandicci Basso
- Villa Fantappiè in via di San Martino alla Palma
- Villa Fenzi o Granatieri in via Pisana 643
- Villa Franceschi in via Franceschi
- Villa Gaja in località Vingone
- Villa di Giogoli Rossi in via di Giogoli 8
- Villa Golli in località San Michele a Torri
- Villa Guidotti in via di Vingone
- Villa I Lami via di Marciola, 56
- Villa Lamperi in località San Paolo a Mosciano
- Villa Lazzeri in località San Michele a Torri
- Villa di Lebbiano in località Lebbiano
- Villa Martini (Scandicci) in via dei Ciliegi, 26
- Villa Micheli a Broncigliano
- Villa Il Melarancio in località Scandicci Alto
- Villa Monte Cascioli in via di Montecascioli
- Villa L'Olmo in via di San Martino alla Palma
- Villa Il Palazzaccio in via Triozzi
- Villa Il Palazzaccio di San Martino alla Palma in via dei Cini
- Villa Pasquali da Cepparello in via Triozzi Basso
- Villa Passerini in via di Scandicci Alto
- Villa Passerini in Poggio ai Merli via di Giogoli
- Villa Pestellini o Il Melarancio, in via Volterrana
- Villa il Pino in località Rinaldi
- Villa Il Platano o Poccianti  in via Poccianti
- Villa di Poggio Adorno in località Mosciano
- Villa di Poggio al Vento in via di Casignano
- Villa Il Renaccio in via delle Selve
- Villa I Sassoli in via di Marciola Loc. I sassoli
- Villa Le Rondini in via di Scandicci Alto
- Villa Rinaldi Fantappiè
- Villa Sevoli Bizzarri in via di Mosciano
- Villa Stigler
- Villa La Torricella in via del Buon Riposo
- Villa Il Torricino in via di Valimorta
- Villa Torrigiani
- Villa Turri
- Villa Vespa in località Rinaldi
- Villa Vico in località San Michele a Torri

## Galleria d'immagini

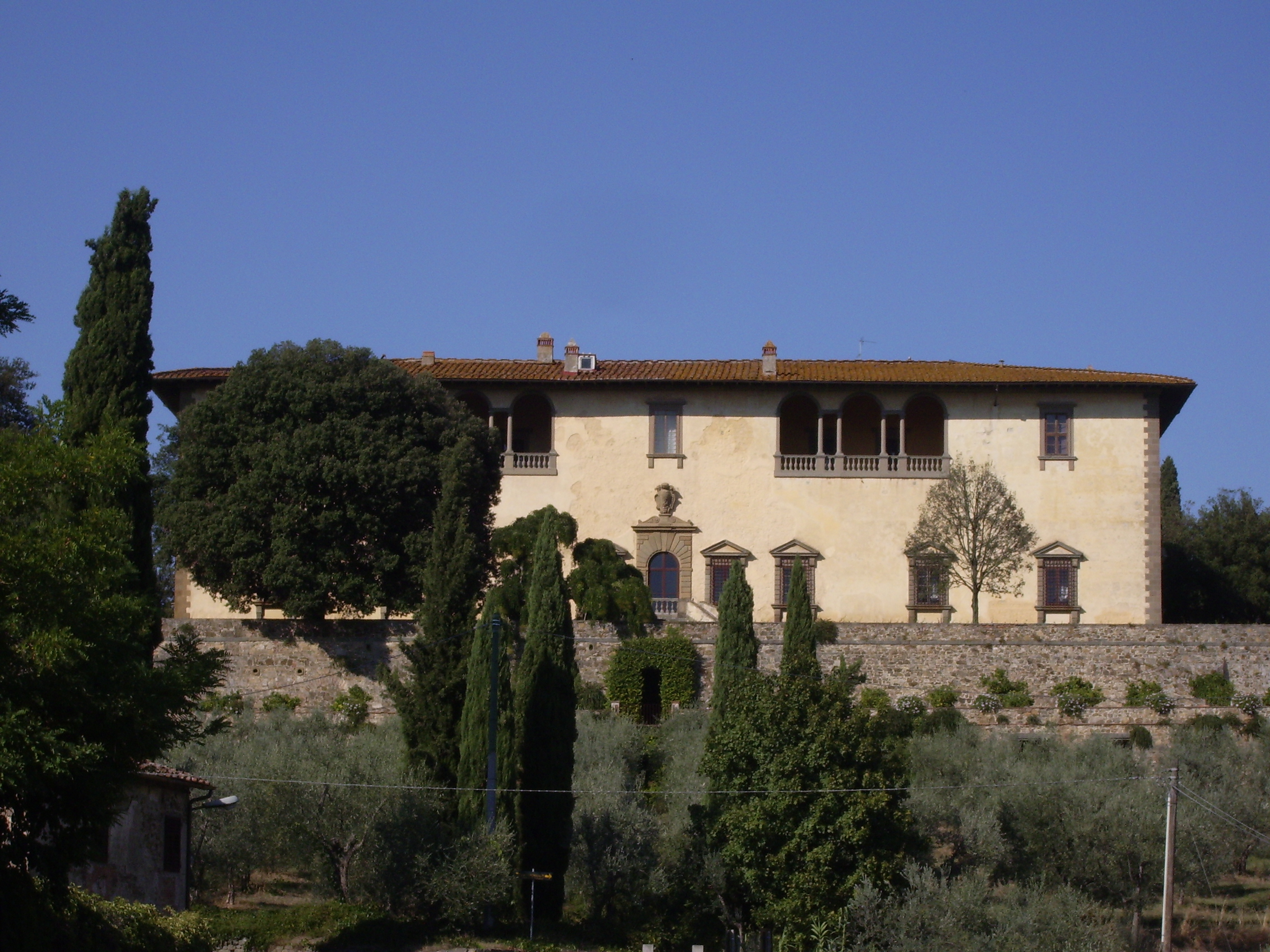
Villa I Collazzi
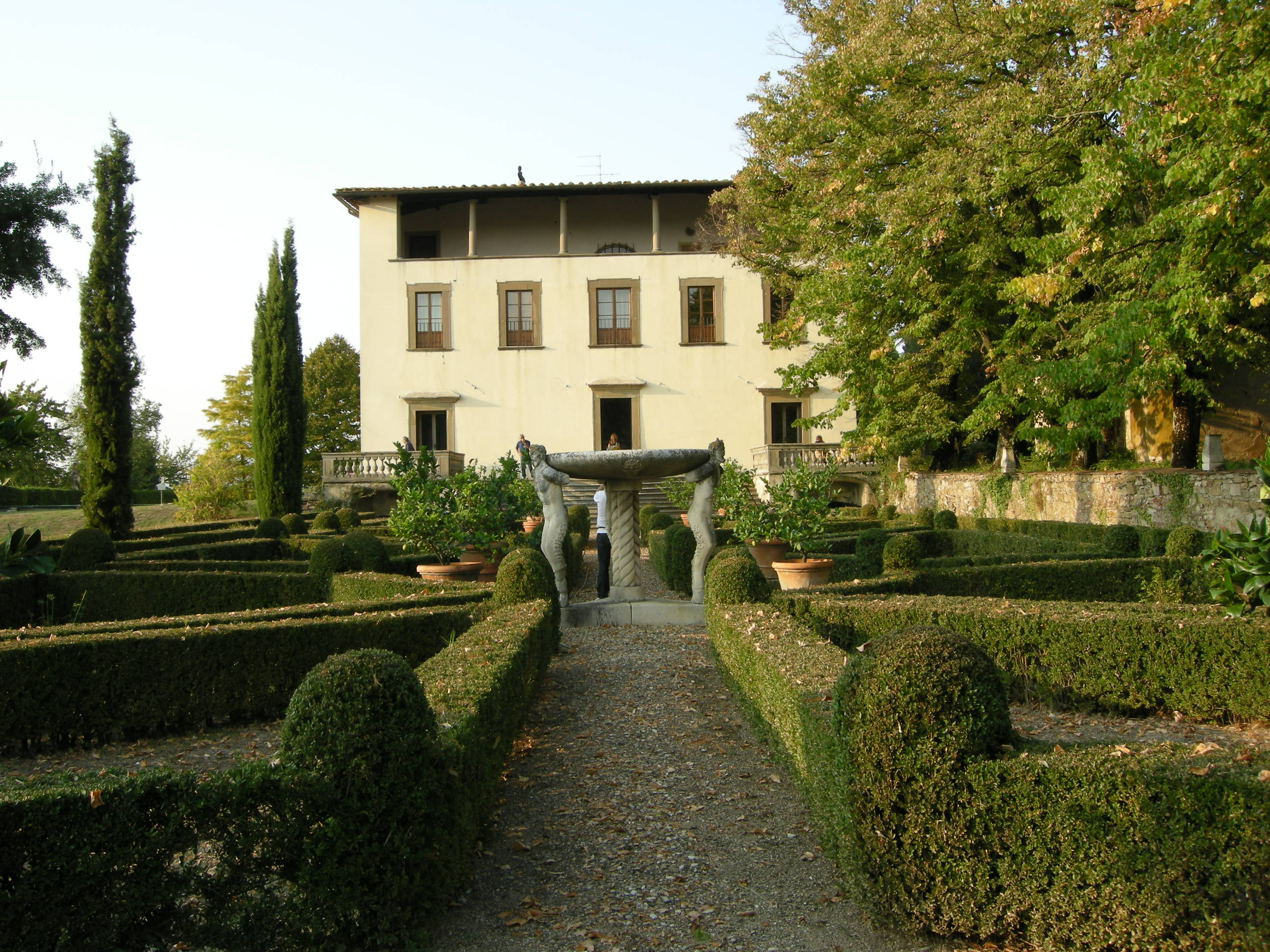
Villa Giogolirossi
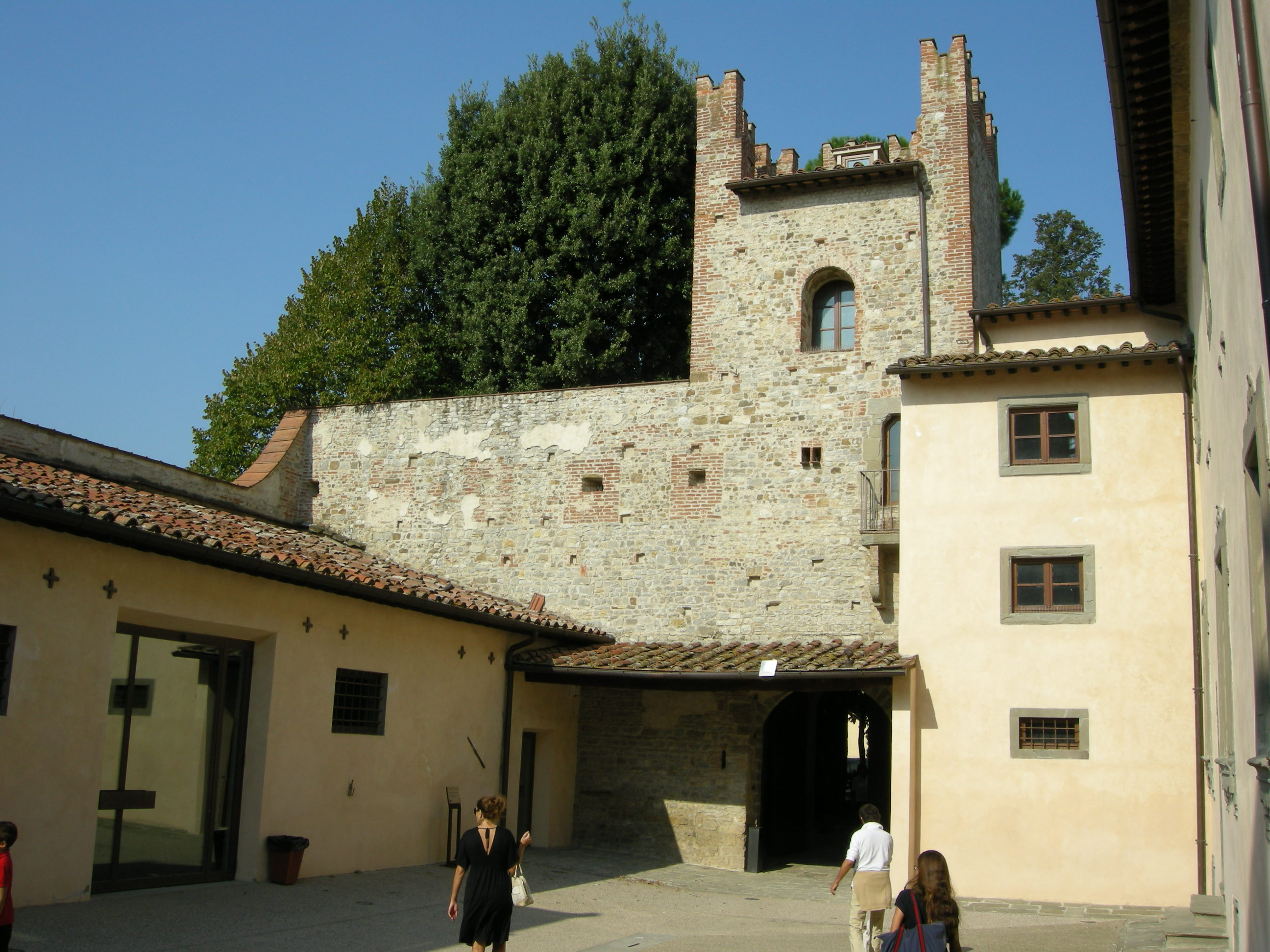
L'Acciaiolo